# Серетський повіт
Сере́тський повіт (нім. Bezirk Sereth)— адміністративна одиниця у складі Буковинського округу (1786-1849) та Герцогства Буковина (1849-1918). Адміністративний центр — місто Серет.

## Розташування
Серетський повіт розташовувався на сході краю. На заході межував з Сторожинецьким і Радівецьким, на півночі — з Чернівецьким, на півдні — з Сучавським повітом.

Східні межі збігалися з австрійсько—румунським кордоном, за яким знаходився жудець Дорохой.

## За часів Габсбурзької монархії
Серетський повіт (до 1 серпня 1794 р. — Серетський дистрикт) був створений в 1786 році у складі Буковинського округу Королівства Галичини та Володимирії шляхом відокремлення від колишнього Сучавського дистрикту.

### Адміністративна одиниця Герцогства Буковина
У 1849 Буковинському округу було надано статус коронного краю.

Після адміністративної реформи 1850 року Серетський повіт був одним з 15 повітів Герцогства Буковина, а реформи 1865—1867 років — одним з 11.

Станом на 1868 рік у населених пунктах Серетський повіту мешкало 31 542 особи.

У Серетському повіті в 1869 році проживало 46 929 осіб, до 1900 року чисельність населення зросла до 60 743 осіб. Серед населення в 1900 р. було 20 155 русинів-українців (43,06 %), 10 012 осіб розмовляли німецькою (16,48 %), 16 171 румунською (26,62 %) та 8 161 іншою мовою (13,44 %). Повіт у 1900 р. займав площу 518,8 км², включав два судовий округ з 38 гмінами (самоврядними громадами) та 24 фільварками (приватні маєтки без місцевої ради, якими керували їх власники).

Повіт за переписом 1910 року налічував 39 населених пунктів, об'єднаних у 39 гмін (самоврядних громад) та в один судовий повіт. Площа повіту становила 519 км², проживали 65 604 особи. За віросповіданням: 12 376 римо-католиків, 1 782 греко-католики, 9 вірмено-католиків, 42 377 православних, 1 851 лютеранів, 2 087 липованів і 5 112 юдеїв. За національністю: 9 956 німців, 45 чехів-моравців-словаків, 2 274 поляки, 26 819 українців, 19 199 румунів, 7 050 угорців, 257 чужоземців. Щодо чисельності румунського населення 1910 року історики зауважили його завищення внаслідок «значної фальсифікації перепису 1910 року» румунською владою.
| Рік  | Жителі | Німецькомовні | Україномовні | Румунськомовні | Інші мови |
| ---- | ------ | ------------- | ------------ | -------------- | --------- |
| 1869 | 46.929 |               |              |                |           |
| 1880 | 49.804 | 8.296         | 18.827       | 11.804         | 7.646     |
| 1890 | 54.124 | 9.101         | 22.849       | 14.608         | 7.414     |
| 1900 | 60.743 | 10.012        | 26.155       | 16.171         | 8.161     |
| 1910 | 65.604 | 9.956         | 26.809       | 19.199         | 9.640     |

## Самоврядні громади на 1910 рік[6]
Судовий повіт Серет
- Багринівка
- Баїнці
- Балківці (Лаудонфалва)
- Банчешти
- Ботушаниця
- Черепківка
- Німецькі Тереблешти
- Димка (Трестяна)
- Біла Керниця
- Горбівці
- Ґранічешти (Краінешти)
- Ґропени (Рудешти)
- Гадікфалва (Дорнешти)
- Глибока
- Істенсеґітс (Цібени)
- Калафіндешти
- Каменка
- Кіндешти
- Климівці
- Мигучени
- Мушениця
- Негостина
- Горішні Станівці над Серетом
- Горішні Синівці
- Опришени (Панцир)
- Поєни
- Превороки
- Рогожешти
- Румунські Тереблешти
- Санкт Онуфрій (Монастир)
- Шербівці
- місто Серет
- Слобідка Берлинці
- Стирче (Берлинці)
- Терешени
- Долішні Станівці над Серетом
- Синівці Долішні
- Вашківці над Серетом
- Вовчинці

## Перша світова війна
Під час Першої світової війни територія повіту неодноразово займалася російськими військами. Протягом цього часу повітом керував призначений окупаційною владою намісник («начальник уезда»).

## Після падіння Австро-Угорщини

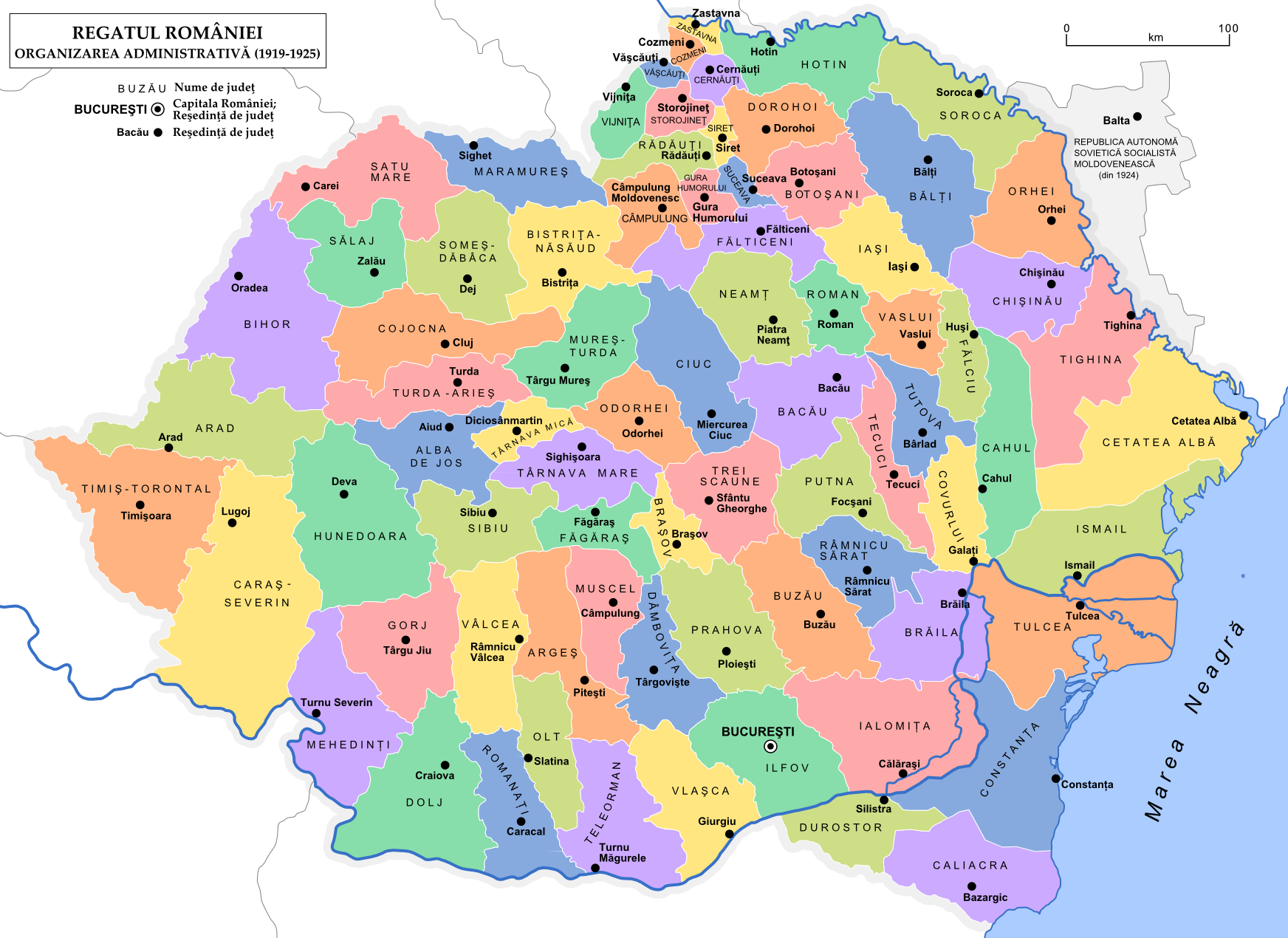
Адміністративно-територіальний поділ Королівства Румунія (1919-1925)

3 листопада 1918 року у Чернівцях відбулось, організоване Українським Крайовим Комітетом Буковини, велелюдне (понад 10 тисяч учасників) Буковинське віче, що ухвалило рішення про возз'єднання Північної Буковини із ЗУНР та подальшу злуку з УНР у соборну Україну.

6 листопада 1918-го року останній Буковинський крайовий президент граф Йозеф фон Ездорф офіційно передав владу у повітах де переважна більшість мешканців становили русини (зокрема Серетському) представнику УНРади Омеляну Поповичу.

Передбачалося збереження Серетського повіту у складі утвореного Чернівецького округу ЗУНР.

Однак Румунське королівство, спираючись на шовіністичні кола серед лідерів місцевої румунської громади, скориставшись відведенням українських військових частин на польський фронт, розпочала військову операцію, підсумком якої стала анексія всієї території краю.

З 1919 року Серетський повіт було реорганізовано в жудець Серет, який (як й інші повіти) до 1925 року зберігався у тих самих межах.

Відповідно до закону від 14 червня 1925 р., жудець Серет був ліквідований, а територія включена в розширений жудець Радівці. 